# Premio Gordon E. Sawyer
Il premio Gordon E. Sawyer (Gordon E. Sawyer Award) in onore a Gordon E. Sawyer è una particolare categoria dei premi Oscar assegnata periodicamente per importanti contributi tecnologici nel mondo del cinema.

## Albo d'oro

### 1980
- 1981: Joseph B. Walker
- 1982: John O. Aalberg
- 1983: John G. Frayne
- 1984: Linwood G. Dunn
- 1987: Fred Hynes
- 1988: Gordon Henry Cook
- 1989: Pierre Angenieux

### 1990
- 1990: Stefan Kudelski
- 1991: Ray Harryhausen
- 1992: Erich Kaestner
- 1993: Petro Vlahos
- 1995: Donald C. Rogers
- 1997: Don Iwerks
- 1999: Roderick T. Ryan

### 2000
- 2000: Irwin W. Young
- 2001: Edmund M. Di Giulio
- 2003: Peter D. Parks
- 2004: Takuo Miyagishima
- 2005: Gary Demos
- 2006: Ray Feeney
- 2007: David Grafton
- 2008: Edwin Catmull

### 2010
- 2011: Douglas Trumbull

### 2020
- 2023: Iain Neil